# Tentative de coup d'État de 2021 au Niger
La tentative de coup d'État du 31 mars 2021 au Niger est une tentative de coup d'État survenue le 31 mars 2021 à 2 h 0 heure locale après que des coups de feu ont éclaté dans les rues de Niamey, au Niger, deux jours avant l'investiture du président élu Mohamed Bazoum. 
Le coup d'État a été organisé par des éléments au sein de l'armée. Après avoir été déjoué, certains auteurs ont été arrêtés et d'autres sont en fuite.

## Contexte
La tentative de coup d'État a lieu alors que le Niger est embourbé dans la guerre du Sahel, avec des violences terroristes et interethniques marquées, en plus d'une intervention française. Il y a eu notamment le massacre de Tilia, où des groupes djihadistes ont causé 137 morts dans un village de l'ouest du Niger, un peu plus d'une semaine avant le coup d'État. De plus, le coup d'État survient dans le contexte, inédit au Niger, de transition pacifique entre deux présidents démocratiquement élus. En effet, l'assermentation du nouveau président Mohamed Bazoum est prévue deux jours après la date de la tentative de coup d'État. Toutefois, l'opposant défait et ex-président Mahamane Ousmane conteste les résultats de l'élection et dépose un recours légal devant la cour constitutionnelle, qui est rejeté. En 2020, un coup d'État renverse le gouvernement du président malien Ibrahim Boubacar Keïta.

## Déroulement
Selon Cyril Payen de France 24, « des tirs à l’arme lourde ont été entendus pendant une demi-heure dans le quartier du palais présidentiel. Mais la Garde présidentielle a repoussé cette attaque et la situation semble être revenue sous contrôle », le bruit des combats réveillant des habitants vers 3 h (heure locale). La majorité des auteurs ont été arrêtés selon le gouvernement, mais certains, dont le dirigeant du putsch Sani Saley Gourouza, sont encore en fuite.

## Réactions

### Réaction des organisations internationales
- Le président de l'Union africaine condamne la tentative de coup d'État[4].
- La Communauté économique des États d'Afrique de l'Ouest réitère son opposition aux coups d'État[5].

### Réactions des pays étrangers
- Le ministère des Affaires étrangères du Tchad publie un communiqué condamnant l'inconstitutionnalité de la tentative[6].
- Le président nigérian Muhammadu Buhari condamne un acte « naïf et démodé » [7]
- Le ministère algérien des Affaires étrangères publie un communiqué condamnant gravement la tentative de coup d'État[8].
- Le ministère espagnol des Affaires étrangères condamne le coup d'État par voie de communiqué[9].